# Domingo de Soria
Fray Domingo de Soria O.P. (Soria, ¿? - ¿? 1249) religioso castellano, fraile dominico. En la toma de Baeza estuvo al servicio del rey Fernando III.
Baeza quedó reconquistada en 1227, y una bula de 1232 del Papa Inocencio IV, por la que restauraba la antigua diócesis de Baeza y el nombramiento de un obispo. Ya en los repartimientos de la ciudad y sus términos aparece Fray Domingo como poseedor del Castillo de Begíjar.